# Propsteikirche
La Propsteikirche (in tedesco "chiesa prepositurale"), nota anche come Katholische Kirche (chiesa cattolica), era una chiesa cattolica romana nel quartiere Sackheim di Königsberg, in Germania. Il suo santo patrono era san Giovanni Battista.

## Storia
Come parte della sua investitura come Duca di Prussia a Varsavia nel 1611, l'elettore Giovanni Sigismondo acconsentì alla costruzione di due chiese per i cattolici a Königsberg, in gran parte protestante. Alla fine, solo una fu costruita con successo. La costruzione iniziò immediatamente nel 1612 nel distretto di Sackheim, su un terreno appartenente al castello di Königsberg, che prima della Riforma faceva parte della diocesi di Samland. La chiesa fu costruita negli anni 1614-1616, e il suo architetto fu Nicholaus Rambas.
Gli inviati del vescovo di Varmia Szymon Rudnicki portarono a Königsberg una pietra angolare, sulla quale il vescovo fece incidere un'iscrizione latina:
La chiesa era servita da un parroco e due vicari, con il Principe di Prussia che fungeva da patrono della parrocchia. Il parroco era tenuto a conoscere tre lingue: polacco, tedesco e lituano. Se il parroco non parlava una di queste lingue, doveva assumere un vicario che la conoscesse. Il più delle volte, i parroci parlavano correntemente polacco e tedesco.
La chiesa bruciò durante il grande incendio dell'11 novembre 1764. Venne ricostruita dal 1765 al 1776 sotto la direzione di Johann Samuel Lilienthal, che costruì anche la Kaplanei del cappellano a nord-ovest della chiesa dal 1770 al 1772. La chiesa barocca ricostruita fu consacrata nel 1777.
Nel 1810 Max von Schenkendorf celebrò un funerale per la popolare regina Luisa nella Propsteikirche con musiche scritte da Johann Friedrich Reichardt. La chiesa fu rilevata dai vecchi cattolici nel 1876. Nel 1868 Julius Dinder fu nominato prevosto di Königsberg in Prussia e nel 1889 la chiesa tornò alla Santa Sede. Nel 1886 Dinder divenne arcivescovo di Gniezno (Gnesen-Posen).
La chiesa fu gravemente danneggiata dal bombardamento di Königsberg del 1944 e dalla Battaglia di Königsberg del 1945. L'amministrazione sovietica di Kaliningrad ne demolì i resti negli anni '60.

## Galleria d'immagini

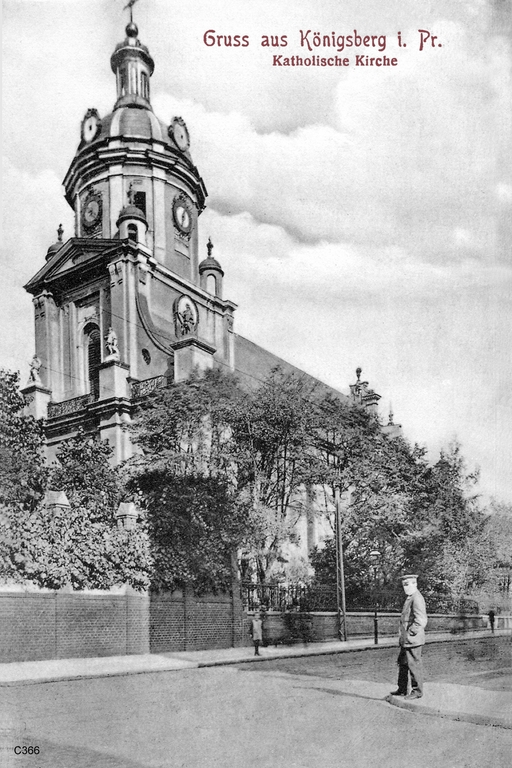
La Propsteikirche intorno nel 1908.
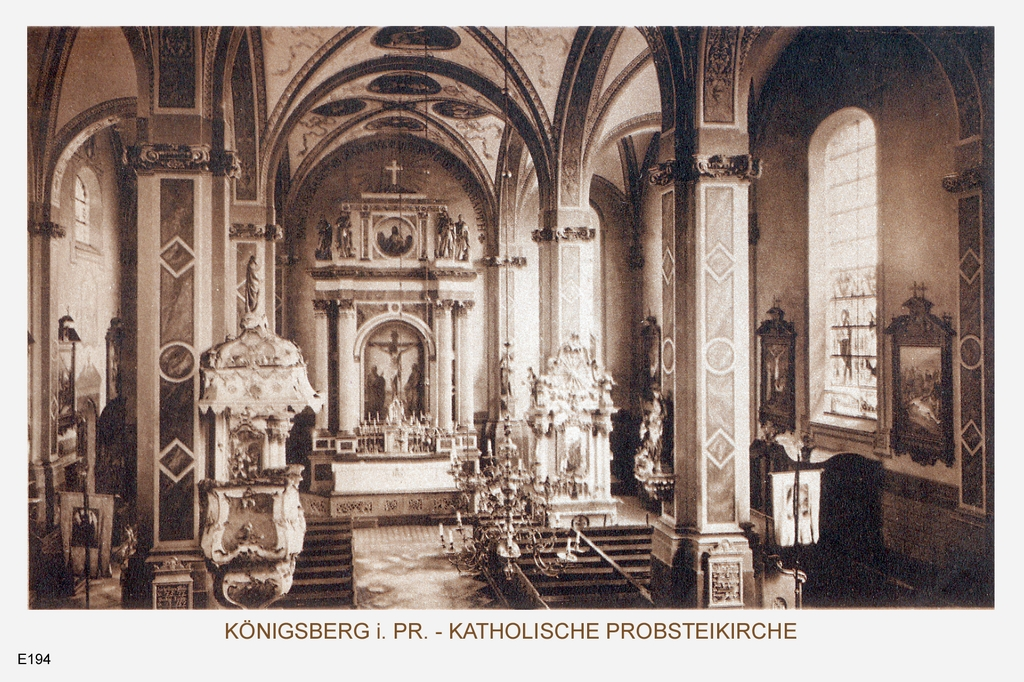
L'interno della chiesa, 1904.